# Perizoma mixtifascia
Perizoma mixtifascia là một loài bướm đêm trong họ Geometridae.